# 응용언어학
응용언어학(應用言語學)은 일반적으로 언어의 획득 · 습득, 언어 교육을 연구 대상으로 하는 학문을 말한다.
응용 언어학은 언어와 관련된 실생활 문제를 식별, 조사 및 솔루션을 제공하는 학제 간 분야이다. 응용 언어학과 관련된 일부 학문 분야는 교육, 심리학, 커뮤니케이션 연구, 정보 과학, 자연 언어 처리, 인류학 및 사회학이다.